# André Coindre
Pour les articles homonymes, voir Coindre (homonymie).
Le Père André Coindre est né le 26 février 1787 à Lyon et mort le 30 mai 1826 à Blois.
Il a été le fondateur en 1821 de la congrégation des Frères du Sacré-Cœur, congrégation destinée à l'instruction des jeunes. Il a fondé de nombreux collèges, lycées et instituts.
Le Père Coindre a beaucoup soutenu Claudine Thévenet dans la création de la congrégation des Religieuses de Jésus-Marie pour l'éducation des enfants.
Il meurt après un long épisode de dépression, le 30 mai 1826 à Blois.

## Hommages
- Une école d'Huntington, État de New York, a porté son nom.
- En 2010, à l’occasion du 223e anniversaire du baptême d’André Coindre, a été bénite dans l’église Saint-Nizier de Lyon une plaque commémorant cet événement survenu le 28 février 1787.

## Source
- (en) Cet article est partiellement ou en totalité issu de l’article de Wikipédia en anglais intitulé « André Coindre » (voir la liste des auteurs).